# Секс, вечеринки и ложь
Секс, вечеринки и ложь (исп. Mentiras y gordas) — испанский драматический фильм режиссёров Альфонсо Альбасете и Давида Менкеса, премьера которого состоялась в Барселоне 27 марта 2009 года.
В фильме снимались актёры таких известных испанских телесериалов, как Интернат «Чёрная лагуна» и Физика или химия — Йон Гонсалес, Марио Касас, Ана де Армас, Ана Мария Польвороса, Макси Иглесиас и другие.

## Сюжет
В основе сюжета судьба двух героев — Ники и Тони. Чтобы заработать деньги и поехать на фестиваль, Ники предлагает своему другу снять деньги с его счёта, отложенные на обучение, и потратить их на 200 наркотических таблеток с целью перепродажи...
Фильм про жизнь молодого поколения, отдыхающего на юге Испании. Уже выйдя из подросткового возраста они крепко застряли в нём — основой их жизни остаются походы по клубам, случайные знакомства, беспорядочный секс и, конечно, наркотики. В результате главные герои всё больше запутываются в своих отношениях, а вся их жизнь одна сплошная ложь.

## Прокат и критика
Критики довольно холодно отнеслись к картине. Так Сinemania поставила лишь 1,5 % из 5 , ABC только 2 балла из пяти . Общие сборы в Испании — 4,310,370 €, фильм также занимал 16 место в Топ-20 самых кассовых фильмов, которые вышли за пределами США.

## В ролях
| Актёр                | Роль   |
| -------------------- | ------ |
| Марио Касас          | Тони   |
| Йон Гонсалес         | Нико   |
| Ана де Армас         | Карола |
| Ана Мария Польвороса | Марина |
| Уго Сильва           | Карлос |
| Мариета Ороско       | Сония  |
| Алехо Саурас         | Бубу   |
| Макси Иглесиас       | Пабло  |
| Эсмеральда Мойя      | Нуриа  |
| Мириам Джованелли    | Пас    |